# Rachetă de croazieră

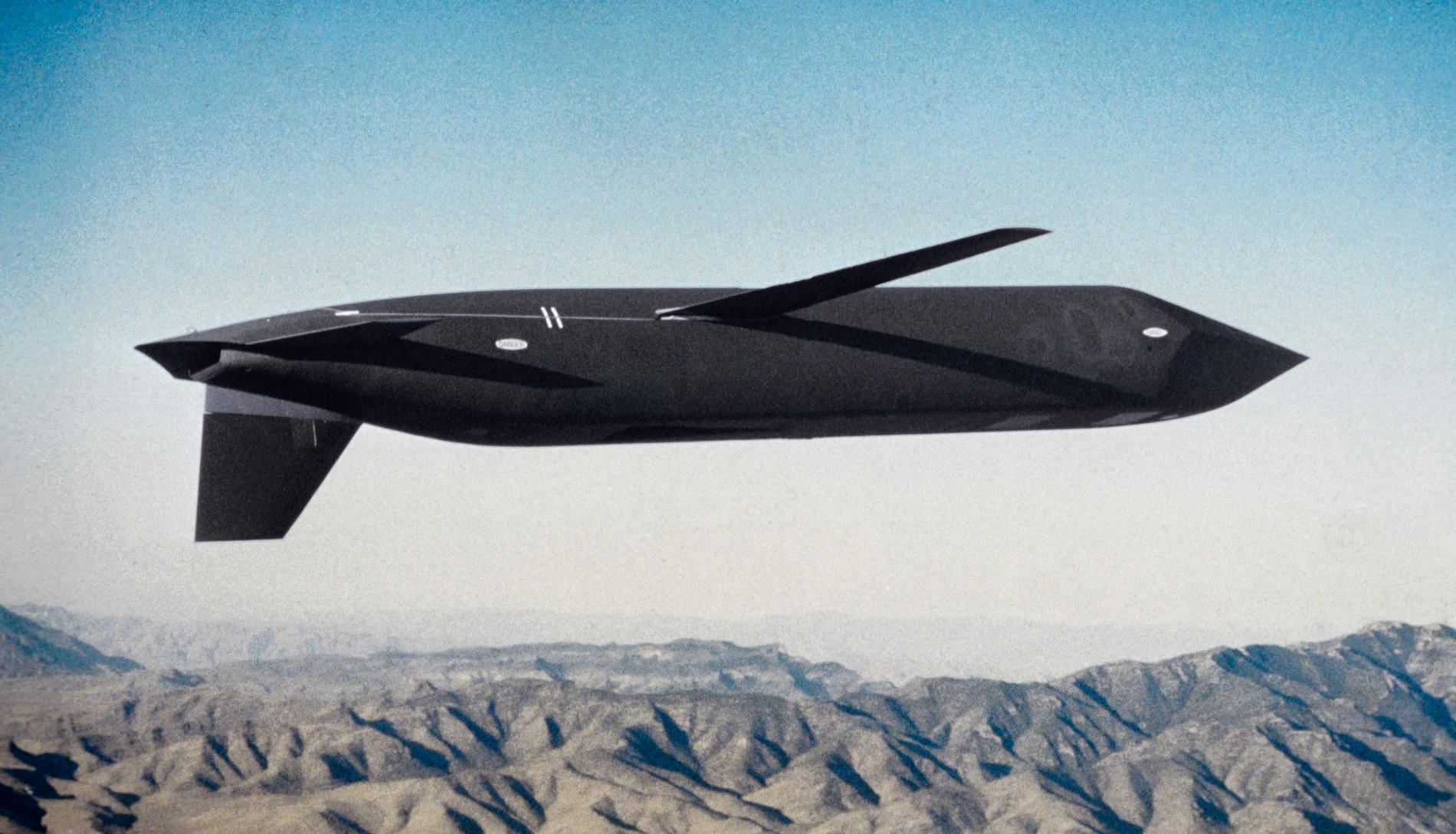
Rachetă de croazieră AGM-129 ACM

Racheta de croazieră este o rachetă care utilizează o aripă pentru portanță și de obicei un sistem de propulsie cu reacție pentru a permite zborul de durată. De fapt este un soi de bombă zburătoare sau avion fără pilot (vezi V-1). 